# 肢解狂魔2
《鬼擋路2》（英語：Wrong Turn 2: Dead End）是一部2007年美國恐怖電影，由喬·林奇執導，主演是艾芮卡·莉瑟森、亨利·羅林斯和得克萨斯·柏透。本片是2003年電影《鬼擋路》的續集，也是「鬼擋路系列」的第二部，並不上映直接在2007年10月9日推出DVD。這部電影在市場反應非常成功，並從影評家得到了確實的肯定。

## 演員
- 艾芮卡·莉瑟森（英语：Erica Leerhsen） 飾演 Nina Papas
- 亨利·羅林斯 飾演 Colonel Dale Murphy
- 得克萨斯·柏透 飾演 Jake Washington
- 雅莉莎·帕拉狄諾 飾演 Mara Stone
- 丹妮拉·阿隆索（英语：Daniella Alonso） 飾演 Amber Williams
- 史蒂夫·布勞恩（英语：Steve Braun） 飾演 Matt "Jonesy" Jones
- 克莉絲多·洛伊（英语：Crystal Lowe） 飾演 Elena Garcia
- 馬修·庫里·福爾摩斯（英语：Matthew Currie Holmes） 飾演 Michael "M" Epstein
- 金佰利·考德威爾（英语：Kimberly Caldwell） 飾演 她自己的虛構化版本
- 韋恩·羅布森（英语：Wayne Robson） 飾演 Old Man（掛名為"Old Timer"）
- 肯·科齊格 飾演 Pa
- Ashlea Earl 飾演 Ma
- Clint Carleton 飾演 Brother
- Rorelee Tio 飾演 Sister
- Jeff Scrutton 飾演 Three Finger
- Cedric De Souza 飾演 Neil
- John Stewart 飾演 Wojo
- Bro Gilbert 飾演 Chris
- 帕頓·奧斯瓦爾特 飾演 Tommy（配音）

## 外部連結
- 互联网电影数据库（IMDb）上《肢解狂魔2》的资料（英文）
- AllMovie上《肢解狂魔2》的资料（英文）